# Dominique Bedel
Dominique Bedel (Casablanca, 20 febbraio 1957) è un ex tennista francese.

## Carriera
In carriera ha vinto un titolo nel singolare, l'International Tennis Championships of Colombia  nel 1980. Nei tornei del Grande Slam ha ottenuto il suo miglior risultato raggiungendo il terzo turno nel singolare all'Open di Francia nel 1979 e nel 1983.
In Coppa Davis ha giocato un totale di 3 partite, ottenendo 2 vittorie e una sconfitta.

## Statistiche

### Singolare

#### Vittorie (1)
| Numero | Anno             | Torneo                                                 | Superficie  | Avversario in finale | Punteggio |
| 1.     | 16 novembre 1980 | International Tennis Championships of Colombia, Bogotà | Terra rossa | Carlos Kirmayr       | 6-4, 7-6  |

#### Finali perse (1)
| Numero | Anno            | Torneo                                 | Superficie  | Avversario in finale | Punteggio     |
| 1.     | 24 ottobre 1982 | Japan Open Tennis Championships, Tokyo | Terra rossa | Jimmy Arias          | 2-6, 6-2, 4-6 |

### Doppio

#### Finali perse (1)
| Numero | Anno           | Torneo               | Superficie  | Compagno      | Avversari in finale             | Punteggio     |
| 1.     | 15 maggio 1983 | ATP Firenze, Firenze | Terra rossa | Bernard Fritz | Francisco González Víctor Pecci | 6-4, 4-6, 6-7 |